# 南希·福格蒂
南希·福格蒂（英語：Nancy Fogarty，1934年5月17日—），澳大利亚女子田径运动员，主攻短跑。她曾代表澳大利亚参加1954年大英帝国和英联邦运动会田径比赛，获得一枚金牌。